# 2012 par pays en Asie
| Années de l'Asie : 2009 - 2010 - 2011 - 2012 - 2013 - 2014 - 2015    |
| Décennies de l'Asie : 1980 - 1990 - 2000 - 2010 - 2020 - 2030 - 2040 |

Les évènements de l'année 2012 en Asie. 

## Birmanie
- 1er avril : élections législatives partielles birmanes.
- 11 novembre : séisme de magnitude 6,8 aux environs de Shwebo.

## Cambodge
- 29 janvier : élections sénatoriales.

## Chine
- 25 mars : élection du chef de l'exécutif de Hong Kong.
- Novembre : Xi Jinping devient secrétaire général du Parti communiste.

## Corées
- 11 avril : élections législatives sud-coréennes.
- 12 mai : ouverture de l'exposition internationale à Yeosu.
- 19 décembre : élection présidentielle sud-coréenne : Park Geun-hye est élue.

## Inde
- 19 juillet : élection présidentielle, Pranab Mukherjee est élu.

## Indonésie
- 11 avril : séismes de magnitude 8,7 au large de Sumatra.

## Iran
- 2 mars et 4 mai : élections législatives.
- 11 et 14 août : séismes de 2012 à Tabriz.
- 26 au 31 août : conférence des non-alignés de Téhéran.

## Japon
- 16 décembre : élections législatives

## Kazakhstan
- 15 janvier : élections législatives.

## Koweït
- 1er décembre : élections législatives.

## Mongolie
- 28 juin : élections législatives.

## Syrie
- 26 février : référendum constitutionnel.

## Taïwan
- 14 janvier : élections législatives et présidentielle, Ma Ying-jeou est réélu président.

## Yémen
- Suite de la révolution yéménite.
- 21 février : élection présidentielle.